# Klaus Darga
Klaus Viktor Darga (* 24. Februar 1934 in Berlin) ist ein deutscher Großmeister im Schach und ehemaliger Bundestrainer des Deutschen Schachbundes. 

## Leben
Klaus Darga erlernte die Grundregeln des Schachspiels im Alter von kaum über sechs Jahren durch Zuschauen bei seinem Vater. Jedoch erst mit 14 Jahren begann er sich ernsthaft mit Schach zu beschäftigen.
Sein erstes Turnier war die Berliner Jugend-Meisterschaft 1949, in dem Darga den Stichkampf um den Titel gegen Paul Bares verlor. 1951 wurde Darga im Alter von siebzehn Jahren westdeutscher Jugendmeister. 1953 war er mit Óscar Panno punktgleich mit 5,5 Punkten aus sieben Partien an der Spitze der Jugendweltmeisterschaft, wobei Panno durch die bessere Sonneborn-Berger-Wertung den Titel erhielt und Darga den zweiten Platz erreichte. Der vorherige Jugendweltmeister Borislav Ivkov wurde mit 3,5 Punkten Dritter. 1954 und 1959 gewann er die West-Berliner Meisterschaft, 1955 in Frankfurt-Höchst vor Lothar Schmid und 1961 in Bad Pyrmont vor Wolfgang Unzicker die Deutsche Meisterschaft.
In den 1960er Jahren war er einer der stärksten deutschen Schachspieler und nahm erfolgreich an internationalen Turnieren teil (z. B. Interzonenturnier Amsterdam 1964, Winnipeg 1967). Für den 1970 ausgetragenen Wettkampf UdSSR gegen den Rest der Welt wurde Darga in die Weltauswahl berufen, kam jedoch nicht zum Einsatz. 
Im Jahre 1957 wurde Darga Internationaler Meister, 1964 Großmeister.
Schließlich gab Darga, der einst in Berlin Maschinenbau studiert hatte, seine Profikarriere zugunsten seines Berufs als Programmierer bei IBM auf.
Von 1989 bis 1997 fungierte er – als Nachfolger von Sergiu Samarian und Vorgänger von Uwe Bönsch – als Bundestrainer der deutschen Nationalmannschaft. Bei der Schachweltmeisterschaft der Senioren 1997 wurde er bester Deutscher.
Seit 1999 hat Darga keine Elo-gewertete Partie mehr gespielt, er wird daher bei der FIDE als inaktiv geführt.

## Nationalmannschaft

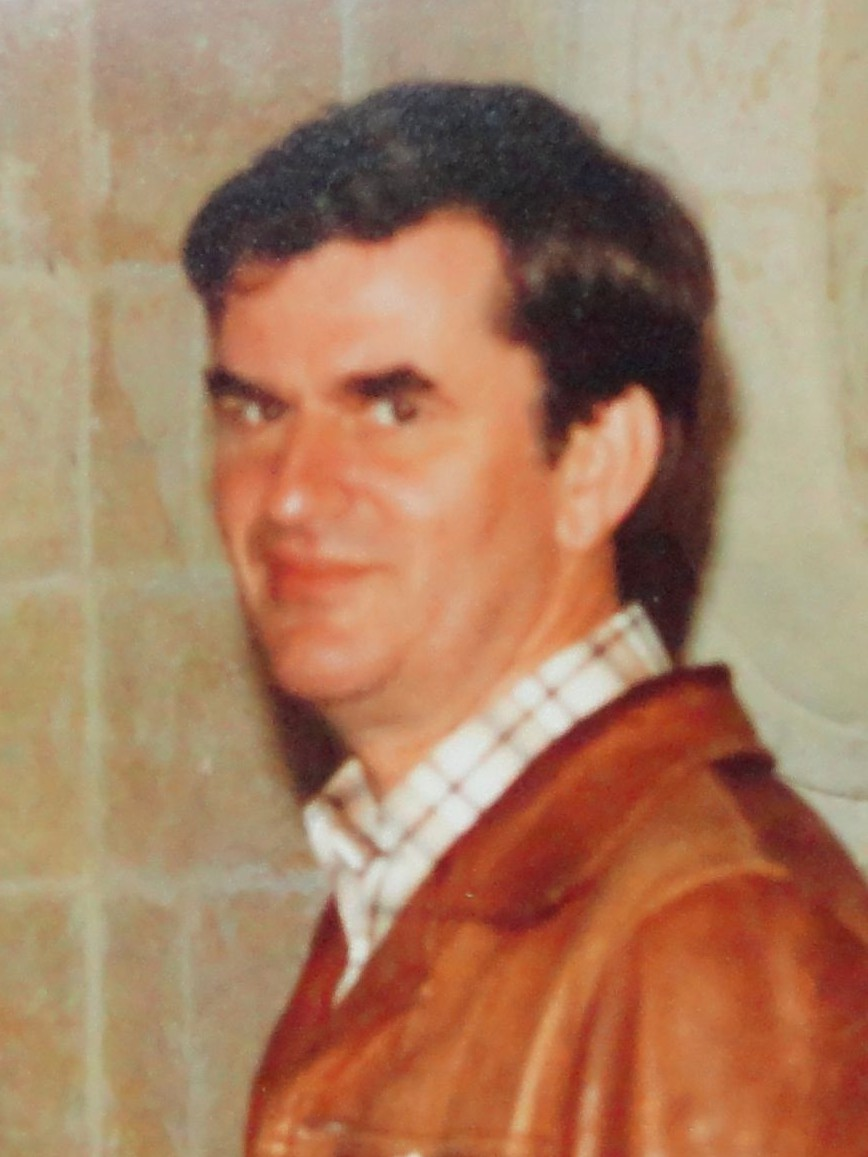
Klaus Darga bei der Schacholympiade 1980 in Malta, wo er Kapitän der deutschen Mannschaft war.

Zwischen den Jahren 1954 und 1978 nahm er für Deutschland an insgesamt zehn Schacholympiaden teil. Sein größter Erfolg war der dritte Platz mit der Mannschaft bei der Schacholympiade 1964 in Tel Aviv. Außerdem nahm Darga 1957, 1961 und 1977 an der Mannschaftseuropameisterschaften teil.

## Bundesliga
Darga war jahrelang Spitzenspieler der Bundesligamannschaft des VfL Sindelfingen. Zuletzt kam er in der Bundesliga in der Saison 1990/91 zum Einsatz.